# 하나님의 명칭
| 1  | 하나님은 창조주 이십니다                    | 엘 로힘         | Elohim         |
| 2  | 하나님은 스스로 계신 분이십니다             | 여호와          | Jehovah        |
| 3  | 하나님은 나를 살피시는 분이십니다           | 엘 로이         | El Roi         |
| 4  | 하나님은 전능하신 분이십니다                | 엘 샤다이       | El Shaddai     |
| 5  | 하나님은 영원하신 분이십니다                | 엘 올람         | El Olam        |
| 6  | 하나님은 위로하시는 분이십니다              | 나함            | Naham          |
| 7  | 하나님은 모든 것 다해 사랑하시는 분이십니다 | 엘 칸나         | Ll Kanna       |
| 8  | 하나님은 의로우신 분이십니다                | 치드케뉴        | Tsidkenu       |
| 9  | 하나님은 미리 준비하시는 분이십니다         | 여호와 이레     | Jehovah Jireh  |
| 10 | 하나님은 가장 높으신 분이십니다             | 엘 엘리온       | El Elyon       |
| 11 | 하나님은 어디든지 계시는 분이십니다         | 여호와 삼마     | Jehovah Samma  |
| 12 | 하나님은 은혜 주시는 분이십니다             | 챈              | Chen           |
| 13 | 하나님은 승리케 하시는 분이십니다           | 여호와 닛시     | Jehovah Nissi  |
| 14 | 하나님은 거룩하게 하시는 분이십니다         | 여호와 카도쉬   | Jehovah Kadesh |
| 15 | 하나님은 샬롬이십니다                       | 여호와 샬롬     | Jehovah Shalom |
| 16 | 하나님은 우리의 왕이십니다                  | 여호와 멜렉     | Jehovah Melek  |
| 17 | 하나님은 치료자이십니다                     | 여호와 라파     | Jehovah Rapha  |
| 18 | 하나님은 부드러운 분이십니다                | 알룹            | Al lup         |
| 19 | 하나님은 목자이십니다                       | 여호와 로이     | Jehova Roi     |
| 20 | 하나님은 능력이십니다                       | 여호와 체바오트 | Jehova Sebaot  |
| 21 | 하나님은 우리의 반석이십니다                | 여호와 추리     | Jehova Tsuri   |
| 22 | 하나님은 내 삶의 주인이십니다               | 아도나이        | Adonai         |
| 23 | 하나님은 우리와 함께 하시는 분이십니다      | 임마누엘        | Immanuel       |
| 24 | 하나님은 말씀이십니다                       | 로고스          | Logos          |
| 25 | 하나님은 용서 하시는 분이십니다             | 암모스          | Amnos          |
| 26 | 하나님은 영원히 목마르지 않는 생명수입니다  | 자오 히도르     | Zao Hydor      |
| 27 | 하나님은 빛이십니다                         | 포스            | Phos           |
| 28 | 하나님은 거룩한 영이십니다                  | 프뉴마          | Pneuma         |
| 29 | 하나님은 사랑이십니다                       | 아가페          | Agape          |
| 30 | 하나님은 침묵하시는 분이십니다              | 하사            | Hasah          |
| 31 | 하나님은 미쁘시다                           | 엘 에무나       | el emunah      |

## 같이 보기
- 창조신
- 하느님